# Kazimierz Agopsowicz
Kazimierz Hasso-Agopsowicz (ur. 4 marca 1875 w Puźnikach, zm. 1940 w ZSRR) – polski właściciel ziemski, przedsiębiorca i działacz gospodarczy, ofiara zbrodni katyńskiej.

## Życiorys
Urodził się 4 marca 1875 w Puźnikach jako syn Jakuba (1845 -1917, właściciel majątku Kobylec) i Marii z domu Agopsowicz. Pochodził z rodziny polskich Ormian. Uczył się w Gimnazjum w Chyrowie (1886-1888), a od 1890 w C. K. Gimnazjum im. Franciszka Józefa we Lwowie, gdzie w 1894 zdał egzamin dojrzałości. Studiował na Wydziale Prawa Uniwersytetu Lwowskiego, w 1902 uzyskując stopień doktora prawa.
Od 1902 pracował w Banku Krajowym we Lwowie, kolejno jako praktykant, od 1904 asystent, a od 1907 adiunkt II klasy. Od 1910 pełnił funkcję jednego z dyrektorów Związku Spirytusowego we Lwowie przy Związku Przedsiębiorców Gorzelni Rolniczych. Członek pokuckiego oddziału C. K. Galicyjskiego Towarzystwa Gospodarskiego we Lwowie i działacz sekcji gorzelnianej tegoż. Około 1914 z ramienia GTG był członkiem kolegiu sądu rozjemczego przy Giełdzie Zbożowej i Towarowej we Lwowie.
Na początku XX wieku był właścicielem majątków Chomiakówka i Tułuków, Chmielowa, a od 1904 do spółki z bratek Ludwikiem także majątków Podhorodce i Sopot. Od 1922 współwłaściciel Pysznicy (tam otworzył tartak parowy). W 1927 został członkiem zarządu Związku Plantatorów Tytoniu i prezesem rady nadzorczej Spółdzielni Rolniczo-Handlowej „Pokucie” w Kołomyi.
Po wybuchu II wojny światowej i agresji ZSRR na Polskę z 17 września 1939 został aresztowany przez funkcjonariuszy NKWD w Tułukowie 29 września 1939. Został przewieziony do więzienia w Stanisławowie, 25 listopada do obozu jenieckiego w Juchnowie, a 22 grudnia do obozu w Kozielsku. Stamtąd 7 stycznia 1940 przekazano go do dyspozycji UNKWD obwodu stanisławowskiego. W 1940 został zamordowany przez NKWD. Jego nazwisko znalazło się na tzw. Ukraińskiej Liście Katyńskiej opublikowanej w 1994 (został wymieniony na liście wywózkowej 42/336 oznaczony numerem 6). Ofiary tej zbrodni leżały w bezimiennym masowym grobie, gdzie od 2012 istnieje Polski Cmentarz Wojenny w Kijowie-Bykowni w Kijowie-Bykowni.
Był żonaty z Marią (zm. 1967), a ich dziećmi byli Juliana (1903-1991) i Ewa (1907-1988).

## Literatura
- Ludwik Grzebień, Beata Topij‑Stempińska: Konwikt szlachecki w Tarnopolu 1856-1886. Słownik wychowanków. Kraków: Wydawnictwo WAM, 2016, s. 34. ISBN 978-83-277-1102-1.
- Paweł Libera, Ryszard Rybka, Kamil Stepan: Noty biograficzne. W: Polski Cmentarz Wojenny Kijów-Bykownia. Księga cmentarna. T. I: A-B. Warszawa: Rada Ochrony Pamięci Walk i Męczeństwa, 2015, s. 117-323. ISBN 978-83-89474-32-2.